# Formát filmu
Formát filmu je technická definice řady standardních charakteristik zachycení obrazu fotografického filmu nebo zachycení a projekce obrazu pohyblivého filmu. V druhém případě může (ale nemusí) zahrnovat i parametry zachycení zvukové stopy. Tyto charakteristiky obyčejně obsahují rozměr filmu, metodu perforace, anamorfózu (nebo její neexistenci) objektivu a rozměry clony filmové brány nebo filmového projektoru, ze kterých všechny musí být definované pro fotografii i projekci, protože se mohou lišit.

## Formáty filmu klasické fotografie
U některých typů filmu (například kinofilmu) se uvádí čistá velikost políčka bez okrajů filmu a mezer mezi snímky (24×36 mm), zatímco například u svitkového filmu 120 se jako rozměry snímkového políčka uvádějí celá šířka filmu včetně okrajů nad a pod snímkem a rozteč snímků (tj. například formát 4,5×6 cm se uvádí u snímků o skutečné velikosti 41,5×56 mm).

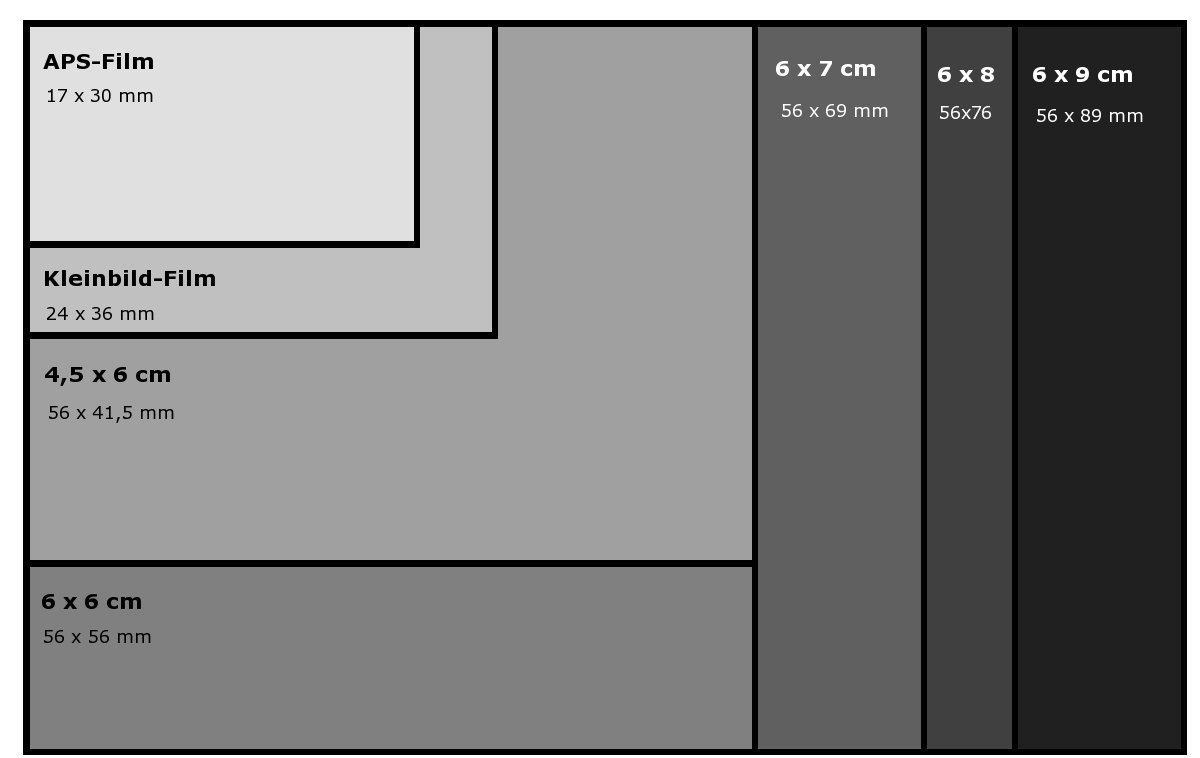
Srovnání formátů pro záznam: APS, malý a střední formát. „Kleinbild-Film“ se česky označuje jako kinofilm, 6cm pás jako svitkový film

### Víceobrázkové
| Označení       | Typ             | Rok             | Velikost a poznámka                                                |
| -------------- | --------------- | --------------- | ------------------------------------------------------------------ |
| 101            | svitkový film   | 1895–1956       | 3 1/2" × 3½"                                                       |
| 102            | svitkový film   | 1896–1933       | 1½" × 2"                                                           |
| 103            | svitkový film   | 1896–1949       | 3¾" × 4¾"                                                          |
| 104            | svitkový film   | 1897–1949       | 4¾" × 3¾"                                                          |
| 105            | svitkový film   | 1897–1949       | 2¼" × 3¼", viz 120 film                                            |
| 106            | for roll holder | 1898–1924       | 3½" × 3½"                                                          |
| 107            | for roll holder | 1898–1924       | 3¼" × 4¼"                                                          |
| 108            | for roll holder | 1898–1929       | 4¼" × 3¼"                                                          |
| 109            | for roll holder | 1898–1924       | 4" × 5"                                                            |
| 110            | for roll holder | 1898–1929       | 5" × 4"                                                            |
| 110 Instamatic | kazeta          | 1972–současnost | 13 × 17 mm, viz 110 film                                           |
| 111            | for roll holder | 1898–neznámý    | 6½" × 4¾"                                                          |
| 112            | for roll holder | 1898–1924       | 7" × 5"                                                            |
| 113            | for roll holder | 1898–neznámý    | 9 × 12 cm                                                          |
| 114            | for roll holder | 1898–neznámý    | 12 × 9 cm                                                          |
| 115            | svitkový film   | 1898–1949       | 6¾" × 4¾"                                                          |
| 116            | svitkový film   | 1899–1984       | 2½" × 4                                                            |
| 117            | svitkový film   | 1900–1949       | 2¼" × 2¼", viz 120 film                                            |
| 118            | svitkový film   | 1900–1961       | 3¼" × 4¼"                                                          |
| 119            | svitkový film   | 1900–1940       | 4¼" × 3¼"                                                          |
| 120            | svitkový film   | 1901–současnost | viz 120 film                                                       |
| 121            | svitkový film   | 1902–1941       | 1 5/8" × 2½"                                                       |
| 122            | svitkový film   | 1903–1971       | 3¼" × 5½", pohlednice                                              |
| 123            | svitkový film   | 1904–1949       | 4" × 5"                                                            |
| 124            | svitkový film   | 1905–1961       | 3¼" × 4¼"                                                          |
| 125            | svitkový film   | 1905–1949       | 3¼" × 5½"                                                          |
| 126            | svitkový film   | 1906–1949       | 4¼" × 6½"                                                          |
| 126 Instamatic | kazeta          | 1963–1999(1)    | 26.5 × 26.5 mm, viz 126 film                                       |
| 127            | svitkový film   | 1912–1995(2)    | 4 × 4 cm, viz 127 film                                             |
| 128            | svitkový film   | 1912–1941       | 1½" × 2¼"                                                          |
| 129            | svitkový film   | 1912–1951       | 1 7/8" × 3"                                                        |
| 130            | svitkový film   | 1916–1961       | 2 7/8" × 4 7/8"                                                    |
| 135            | kazeta          | 1934–současnost | viz film typu 135                                                  |
| 220            | svitkový film   | 1965–současnost | viz 120 film                                                       |
| 235            | loading spool   | 1934–neznámý    | 24 × 36 mm, viz 135 film                                           |
| 240 / APS      | kazeta          | 1996–současnost | viz Advanced Photo System                                          |
| 335            | stereo pairs    | 1952–neznámý    | 24 × 24 mm, pro stereo páry; viz 135 film                          |
| 435            | loading spool   | 1934–neznámý    | 24 × 36 mm, viz 135 film                                           |
| 616            | svitkový film   | 1931–1984       | 2½" × 4¼" or 2½" × 2 1/8", viz 616 film                            |
| 620            | svitkový film   | 1931–1995       | viz 120 film                                                       |
| 645            | svitkový film   |                 | 6 × 4,5 cm, viz 120 film                                           |
| 828            | svitkový film   | 1935–1985       | 28 × 40 mm, 35 mm široký Bantam, 8 exp.                            |
| 35             | svitkový film   | 1916–1933       | 1¼" × 1¾", 35 mm široký                                            |
| Disc           | kazeta          | 1982–1998       | viz disc film                                                      |
| Minox          | svitkový film   | 1938–současnost | 8 × 11 mm, 9,5 mm široký, 15 and 36 exp.                           |
| Karat          | kazeta          | 1936–1963       | dříve AGFA kazeta pro 35 mm film                                   |
| Rapid          | kazeta          | 1964–90. léta   | AGFA kazeta pro 35 mm film, 12 exp (nahradil Karat, stejný systém) |
| SL             | kazeta          | 1958–1990       | Orwo Schnell-Lade Kassette pro 35 mm film                          |
| K 16           | kazeta          | 1987–neznámý    | Orwo, 16 mm široký, 20 exp                                         |

(1) Už nevyráběný velkými výrobci, ale stále ještě vyráběné firmou Ferrania.
(2) Už nevyráběný velkými výrobci, ale stále ještě vyráběné chorvatskou firmou Efke (součást Maco).
Není-li uvedeno jinak, všechny formáty byly uvedené firmou Kodak, která začala obsazovat číselné série roku 1913. Předtím byly filmy identifikované jen podle jména fotoaparátu, pro který byly určeny.

Hlavní důvod tolika různých formátů negativů v raných dobách fotografie byla výroba pozitivů kontaktem bez použití zvětšovacího přístroje. Formát filmu musel být proto stejně velký jako velikost tisku. Pro velké tisky bylo potřeba použít velký fotoaparát a odpovídající formát filmu.

### Jednoobrázkové
| Rozměr (v palcích) | Typ                                     |
| ------------------ | --------------------------------------- |
| 15/8×21/8          | "sixteenth-plate" ferrotypie            |
| 2×2½               | "ninth-plate" ferrotypie                |
| 2×3                | plochý film                             |
| 2½×3½              | "sixth-plate" ferrotypie                |
| 3×4                | plochý film                             |
| 31/8×41/8          | "quarter-plate" ferrotypie              |
| 3¼×4¼              | "quarter-plate" skleněné desky          |
| 4×5                | plochý film                             |
| 4¼×6½              | "half-plate" skleněné desky             |
| 4½×5½              | "half-plate" ferrotypie                 |
| 4×10               | plochý film                             |
| 5×7                | plochý film                             |
| 7×17               | plochý film                             |
| 8×10               | plochý film                             |
| 8×20               | plochý film                             |
| 8½×6½              | "full-plate" skleněné desky, ferrotypie |
| 11×14              | plochý film                             |
| 12×20              | plochý film                             |
| 14×17              | plochý film                             |
| 16×20              | plochý film                             |
| 20×24              | plochý film                             |

| Rozměr (v cm) | Typ         |
| ------------- | ----------- |
| 6.5 × 9       | plochý film |
| 9 × 12        | plochý film |
| 10 × 15       | plochý film |
| 13 × 18       | plochý film |
| 18 × 24       | plochý film |
| 24 × 30       | plochý film |

### Okamžitý obrázek
| Označení | Typ                                                   |
| -------- | ----------------------------------------------------- |
| SX-70    | kazeta Polaroid na plochý film s integrovanou baterií |
| Type 37  | kazeta Polaroid na svitkový film                      |
| Type 47  | kazeta Polaroid na svitkový film                      |
| Type 88  | kazeta Polaroid na plochý film                        |
| Type 100 | kazeta Polaroid na plochý film                        |